# Гордон, Джеффри Майкл
Дже́ффри Майкл «Джефф» Го́рдон (англ. Jeffery Michael "Jeff" Gordon, род. 4 августа 1971, Вальехо, Калифорния, США) — американский автогонщик. Четырехкратный чемпион NASCAR Cup Series (1995, 1997, 1998, 2001).

## Биография
Четырёхкратный чемпион NASCAR Sprint Cup Series. Выступал под номером 24 за команду Hendrick Motorsports. В течение более чем двадцати лет, с 1992 по 2013 гг. на машине гонщика были нанесены надписи «Дюпон» (фр. DuPont), до тех пор пока компания «Дюпон» не продала своё химическое производство «Карлайл Груп», в связи с чем изменился главный спонсор гонщика и рекламный рисунок на его машине.

## Личная жизнь
Женат на Ингрид Вандебош.